# منال شریف
منال الشریف (زادهٔ ۲۵ آوریل ۱۹۷۹) از فعالان حقوق زنان در عربستان سعودی است که در شروع کمپین رانندگی برای زنان نقش داشت. یکی دیگر از فعالان حقوق زنان، به نام وجیهه حویدر که پیش‌تر فیلمی از رانندگی خود منتشر کرده‌بود، در جریان کمپین مذکور از شریف در حال رانندگی فیلم گرفت. و این ویدیو در یوتیوب و فیس‌بوک به اشتراک گذاشته شد. منال شریف در ۲۱ مه ۲۰۱۱ بازداشت و آزاد شد و روز بعد مجدداً دستگیر شد، سپس روز ۳۰ مه به آزادی مشروط دست یافت و تضمین کرد با رسانه‌ها مصاحبه نمی‌کند و دوباره رانندگی نخواهد کرد و در صورت صدور احضاریه در مراجع حضور یابد. نیویورک تایمز و آسوشیتد پرس کمپین رانندگی زنان را با اتفاقات بهار عربی مرتبط دانستند و مدت بازداشت طولانی منال شریف را نشانهٔ ترس مقامات سعودی عنوان کردند.
منال شریف پس از آن کمپین رانندگی، همچنان یک منتقد فعال دولت عربستان سعودی باقی ماند و در مورد مسائلی همچون زندانی کردن کارگران زن خارجی، نبود انتخابات برای مجلس شورا و قتل لمی الغامدی به توئیت کردن پرداخت. مجلات تایمز و فارن پالیسی و نیز انجمن آزادی اسلو از کارهای او تمجید کردند. منال شریف با مدرک کارشناسی در رشته علوم رایانه از دانشگاه ملک عبدالعزیز فارغ‌التحصیل شد. او تا می ۲۰۱۲ مشاور امنیت اینترنت در سعودی آرامکو، شرکت ملی نفت عربستان سعودی، بود.

## پیش‌زمینه
منال الشریف فارغ‌التحصیل کارشناسی کامپیوتر از دانشگاه ملک عبدالعزیز و دارای گواهی‌نامه حرفه‌ای سیسکو است. تا مه ۲۰۱۲، به عنوان مشاور امنیت اطلاعات برای شرکت نفتی سعودی آرامکو، کار می‌کرد. وی همچنین برای روزنامهٔ سعودی الحیات قلم می‌زد. نخستین کتاب وی جرئت رانندگی کردن: بیدار شدن یک زن سعودی، در ژوئن ۲۰۱۷ توسط انتشارات سایمون و شوستر چاپ شد.

## کمپین حقوق زنان
منال شریف علاوه بر کارهای حرفه‌ای، به‌مدت چند سال کمپینی را برای حمایت از زنان عربستان سعودی رهبری می‌کرد. بنابر گفتهٔ نیویورک تایمز، «شهرت منال شریف به‌خاطر جلب توجه به فقدان رعایت حقوق زنان در عربستان سعودی است.» پس از کمپین رانندگی زنان در ۲۰۱۱، عفو بین‌الملل دربارهٔ وی نوشت: «منال شریف بنابر سنتِ دیرینهٔ فعالان حقوق زنان، خود را در خط مقدم مقابله با قوانین و سیاست‌های تبعیض‌آمیز قرار داده تا آن‌ها را افشا کند و به چالش بکشد.»

### حق رانندگی زنان در عربستان
در حال حاضر (۲۰۱۳) زنان برای رفت‌وآمد در عربستان با محدودیت مواجه هستند و عملاً اجازهٔ رانندگی ندارند. در سال ۱۹۹۰، ده‌ها زن در ریاض به نشانهٔ اعتراض پشت فرمان خودرو نشستند؛ در نتیجه یک روز را در بازداشتگاه به سر بردند، گذرنامه‌هایشان ضبط شد و برخی کارشان را از دست دادند. در سپتامبر ۲۰۰۷، انجمن حمایت و دفاع از حقوق زنان در عربستان سعودی، که توسط وجیهه حویدر و فوزیه العیونی تأسیس شده، طوماری با ۱۱۰۰ امضا تقدیم عبدالله بن عبدالعزیز کرد که در آن خواستار اعطای اجازهٔ رانندگی به زنان شده بود. در روز بین‌المللی زنان سال ۲۰۰۸، وجیهه حویدر فیلمی از خود در حال رانندگی ضبط کرد و با بارگذاری آن در یوتیوب، مورد توجه رسانه‌های بین‌المللی قرار گرفت. زنی اهل جده به نام نجلا حریری با الهام گرفتن از بهار عربی، در هفتهٔ دوم ماه مه ۲۰۱۱، از رانندگی خود فیلم گرفته و گفت: «پیش از این در عربستان سعودی هیچ‌وقت خبری از اعتراضات نمی‌شنیدید؛ ولی پس از آنچه در خاورمیانه رخ داد، بیرون آمدن مردم از خانه‌هایشان و فریاد زدن خواسته‌هایشان را کم‌کم پذیرفتیم، و این به حال من تأثیر گذاشته است.»

### کمپین رانندگی زنان سال ۲۰۱۱

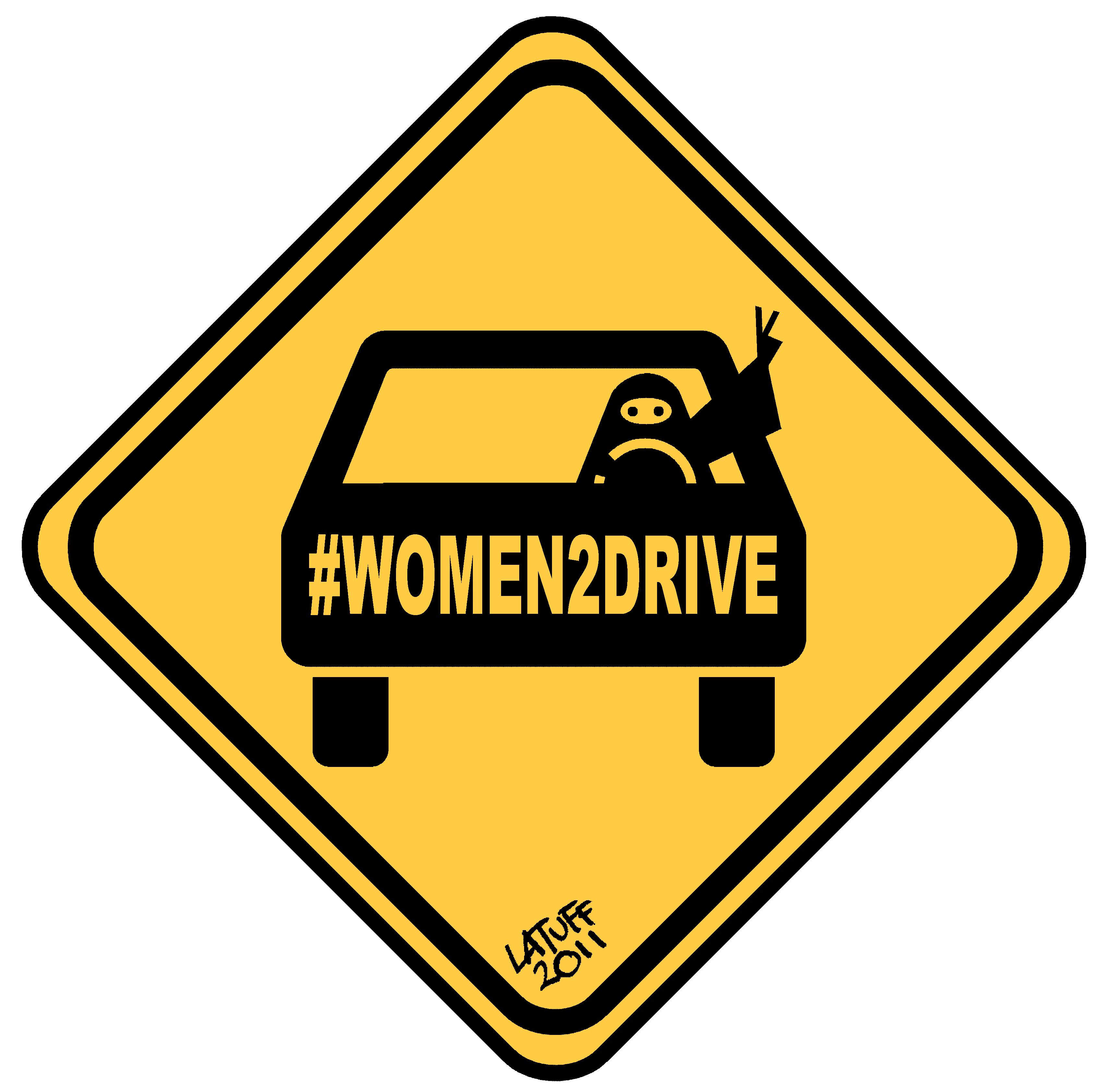
یک کارتون سیاسی از کارلوس لاتوف درمورد رانندگی زنان در عربستان، با عنوان «علامت جدید راهنمایی و رانندگی در عربستان»

در سال ۲۰۱۱، گروهی از زنان، شامل منال شریف، کمپینی را در فیس‌بوک با نام «به من یاد بده چه‌طور رانندگی کنم تا از خودم محافظت کنم» یا «Women2Drive» را آغاز کردند. خواستهٔ این کمپین این بود که زنان باید اجازهٔ رانندگی کردن داشته باشند. کمپین فوق، زنان را به آغاز رانندگی از تاریخ ۱۷ ژوئن ۲۰۱۱ فرا می‌خواند. تا ۲۱ مه ۲۰۱۱، حدود ۱۲٬۰۰۰ نفر در فیس‌بوک پشتیبانی خود از این کمپین را اعلام کردند. شریف این اقدام را احقاق حقوق زنان می‌داند؛ نه اعتراض. وجیهه نیز با دیدن کمپین علاقه‌مند شد تا به آن کمک کند.
در اواخر ماه مه، شریف همراه با وجیهه حویدر در شهر خُبر پشت فرمان ماشینش نشست و حویدر از او فیلم گرفت. این ویدیو در فیس‌بوک و یوتیوب به اشتراک گذاشته شد. در این ویدیو شریف می‌گوید: «این، کمپینی داوطلبانه برای کمک به دختران این کشور [برای یادگیری رانندگی] حداقل در موارد اضطراری است؛ اگر خدایی نکرده کسی که ماشین را برایشان می‌راند ایست قلبی کرد چه کار کنند؟» او توسط کمیتهٔ امر به معروف و نهی از منکر عربستان سعودی در ۲۱ مه دستگیر و شش ساعت بعد آزاد شد. تا ۲۳ مه ۲۰۱۱، نزدیک به ۶۰۰٬۰۰۰ نفر این ویدئو را تماشا کردند.

ویدئوی یوتیوبِ منال شریف در صفحه‌اش غیرقابل دسترسی و صفحهٔ فیس‌بوکِ کمپین حذف شد و در حساب توییتر شریف نوشته شده‌بود: «کپی و تغییر داده شده است.» حامیان، نسخهٔ اصلی ویدیو را بازنشر کردند و صفحهٔ فیس‌بوک دوباره راه افتاد و خلاصه‌ای از پنج دستورالعمل توصیه‌شده برای کمپین، در تاریخ ۱۷ ژوئن در وبلاگ نیویورک تایمز منتشر شد.
 در ۲۲ مه، شریف مجدداً بازداشت شد و روزنامه‌نگاران از مدیرکل ترافیک، سرلشکر سلیمان الاجلان، دربارهٔ قوانین ترافیکی مربوط به رانندگی زنان سؤال کردند. الاجلان گفت که روزنامه‌نگاران باید «سؤالِ» خود را برای اعضای مجلس مشورتی عربستان سعودی مطرح کنند. تلویزیون فرانسوی بلژیک (RTBF) احتمال داد منال شریف به مدت پنج روز حبس گردد.
نیویورک تایمز مبارزات الشریف را به عنوان یک «جنبش اعتراض تازه» معرفی کرد که «دولت عربستان سعی در خاموشی سریع آن داشت». آسوشیتد پرس نیز نوشت مقامات سعودی جنبش شریف را شدیدتر از معمول سرکوب کردند، چون دیدند که مورد او به فریاد حمایت‌طلبی جوانان آرزومند تغییر مبدل شده است. هر دو خبرگزاری مذکور حبس نسبتاً طولانی شریف را مرتبط با ترس مقامات سعودی از جنبش اعتراضی در عربستان سعودی دانستند. سازمان عفو بین‌الملل الشریف را زندانی وجدان نامید و خواستار آزادی فوری و بدون قید و شرط او شد.
روز بعد از دستگیری الشریف، زن دیگری به دلیل رانندگی دستگیر شد. او با دو مسافر زن در شهر رَس هنجارشکنی کرده و در حضور کمیته امر به معروف و نهی از منکر توسط پلیس راهنمایی و رانندگی بازداشت شد. او سپس بیانیه‌ای امضا و منتشر کرد که مجدداً رانندگی نخواهد کرد. در واکنش به دستگیری الشریف، چندین زن سعودی در روزهای بعد فیلم‌هایی از خودشان در حین رانندگی منتشر کردند. در ۲۶ مه، به اذعان ولید ابوالخیر، ازسوی مقامات اعلام شد که الشریف، تا روز ۵ ژوئن ۲۰۱۱، در بازداشت باقی خواهد ماند. وی در ۳۰ مه به صورت مشروط آزاد شد. وکیل او، عدنان صالح، گفت که وی به اتهام «تحریک زنان به رانندگی» و «تشویش افکار عمومی» محکوم شده است. آزادی شریف مشروط به بندهایی بود، من‌جمله ممنوعیت رانندگی مجدد و مصاحبه با رسانه‌ها. روزنامهٔ نشنال یکی از دلایل احتمالی زندانی شدن الشریف را، امضای طوماری آنلاین خطاب به پادشاه عربستان ازسوی ۴۵۰۰ نفر عنوان می‌کند و از اعلان خشم هم‌زمان مردم عربستان و منتقدان خارجی نسبت به حبس یک نفر با اتهامی غیراخلاقی و غیرجنایی سخن می‌گوید.
درخواست گواهینامهٔ رانندگی منال شریف توسط ادارهٔ ترافیک عمومی عربستان رد شد و او در ۱۵ نوامبر ۲۰۱۱ از این بابت شکایت کرد. سمر بدوی در ۴ فوریهٔ ۲۰۱۲ دعوی مشابهی را مطرح کرد.

### کمپین حمایت از زنان زندانی
پس از آزادی از زندان در ۳۰ مه، شریف کمپین توییتری جدیدی با نام «فرج» را، در حمایت از زنان محبوس در زندان شهر دمام با تابعیت‌های فیلیپینی و اندونزیایی آغاز کرد. وی مدعی بود که این افراد فقط به این دلیل که توانایی پرداخت مبلغ کوچکی بدهی را ندارند، در زندان مانده‌اند. منال شریف همچنین گفت اکثر این افراد خدمتکاران خانگی بوده‌اند که پس از اتمام دورهٔ زندان خود، در زندان باقی ماندند زیرا نمی‌توانند بدهی خود را پرداخت کنند و کارفرمایان سعودی نیز برای آزادی یا بازگشت به وطن، به آن‌ها کمکی نمی‌کنند. او به ۲۲ زن اندونزیایی اشاره کرد و از چهار زن که نیاز به کمک داشتند نام برد و مبلغ بدهی‌هایشان را علنی کرد. شریف درخواست کرد که کمک‌های مالی مردمی مستقیماً به مدیریت زندان زنان دمام اهدا شود تا بدهی‌های زنان تسویه و آن‌ها آزاد شوند.

## پس از کمپین
در ۲۳ ژانویهٔ ۲۰۱۲ شایعه‌ای دربارهٔ خبر مرگ منال شریف در تصادفی در جادهٔ جده منتشر شد. در ۲۵ ژانویه، روزنامهٔ گاردین زنده بودن منال شریف را تصدیق کرد و گفت که قربانی واقعی این حادثه «عضوی بی‌نام از جامعهٔ بیابان» بوده است که با کمپین رانندگی زنان مرتبط نیست.
به دنبال دستگیری منال شریف، او گزارش داد که کارفرمایانش در شرکت آرامکو به‌طور فزاینده‌ای او را به حاشیه رانده‌اند. وی پس از اختلافات پیش‌آمده سر رفتن به نروژ و دریافت جایزهٔ وکلایو هاول برای خلاقیت در اعتراض، استعفا کرد.
در دسامبر ۲۰۱۲، الشریف از اقدام جدید دولت عربستان سعودی مبنی بر اطلاع‌رسانی به شوهران از طریق پیامک در مواقعی که زنان یا وابستگان آن‌ها کشور را ترک می‌کنند — با توجه به قوانینی که مردان را قانوناً قیّم زن خود می‌داند — انتقاد کرد. وی در توییتر خود نوشت: «واقعیت خُرد داستان پیامک‌ها، مشکل کلان سیستم مراقبتی را به شما نشان می‌دهد.» هنگامی که ملک عبدالله برای نخستین بار در ژانویهٔ ۲۰۱۳، زنان را در مجلس مشورتی منصوب کرد، شریف گفت که این اصلاحات به‌غایت کوچک است و به انتخابی نبودن این مجلس و ناتوانی آن در تصویب قانون اشاره کرد. در فوریهٔ همان سال، او توجه رسانه‌ها را به پروندهٔ کودکی پنج‌ساله به نام لاما الغامدی جلب کرد که توسط پدرش، فحیان الغامدی، مورد تجاوز و ضرب‌وشتم قرار گرفته و سوزانده شده‌بود. متهم پس از حبس چهار ماه و پرداخت یک میلیون ریال سعودی به عنوان خون‌بها آزاد شد. در ۷ اکتبر ۲۰۱۳، اعلام شد که الغامدی به ۸ سال حبس و ۸۰۰ ضربه شلاق محکوم شده است.
در راستای اصلاحات اقتصادی-اجتماعی شاهزاده محمد بن سلمان، از ژوئن ۲۰۱۸ دولت عربستان سعودی رسماً رانندگی زنان در این کشور را مجاز شمرد. پس از اعلام این خبر، منال شریف در حساب توئیتر خود نوشت: «عربستان سعودی هرگز مثل قبل نخواهد شد. باران با یک قطره آغاز می‌شود.» او همچنین در پیام دیگری نوشت: «امروز، آخرین کشور روی کرهٔ زمین اجازه داد زنان رانندگی کنند #Women2Drive# Daring2Drive ما این کار را کردیم 💪🏼❤️☺️» و در پیامی هم از پایان کار هشتگ Women2Drive# و آغاز کمپین دیگری، برای رفع تبعیض در قوانین مربوط به حق حضانت، با هشتگ #IamMyOwnGuardian خبر داد.

## زندگی شخصی
شریف نخست در عربستان ازدواج کرد و در سال ۲۰۰۵ پسر اولش را به دنیا آورد. این ازدواج به طلاق ختم شد و طبق قوانین عربستان سعودی، حق حضانت کودک به‌طور کامل به پدرش سپرده شد. شریف پس از طلاق به دبی رفت ولی همسر سابقش اجازه نداد کودک برای دیدن مادرش به خارج از کشور برود، بنابراین منال ناچار شد برای دیدن او به عربستان بازگردد. شریف برای مقابله با محدودیت‌های مسافرتی به دادگاه رفت، اما دادگاه با استناد به یک متن اسلامی متعلق به قرن دهم میلادی، دربارهٔ خطر مرگ کودک در مسیر مسافرت، این درخواست را رد کرد.
شریف بار دیگر در کانادا ازدواج کرد و در سال ۲۰۱۴ پسر دیگری به دنیا آورد. پسر اولش، عبودی، در عربستان سعودی با مادربزرگش زندگی می‌کند و دیگری، دانیال حمزه، با شریف است. این دو پسر هیچ‌گاه با هم ملاقات نکرده‌اند و فرزند دوم طبق قوانین عربستان، که ازدواج اتباع خود در دیگر کشورها را به رسمیت نمی‌شناسد، نمی‌تواند ویزای این کشور را دریافت کند. در حال حاضر منال شریف در استرالیا زندگی می‌کند.

## تقدیر
فارین پالیسی از شریف به عنوان یکی از ۱۰۰ شخصیت متفکر جهان در سال ۲۰۱۱ نام برد، همچنین مجلهٔ فوربز نام وی را در زمرهٔ فهرست زنانی که دنیا را تکان دادند درج کرد. در سال ۲۰۱۲، نام منال شریف به عنوان یکی از زنان شجاع مجلهٔ دیلی بیست مطرح شد، و مجلهٔ تایم نام او را در فهرست ۱۰۰ نفر از مؤثرترین افراد سال ۲۰۱۲ قرار داد. او یکی از سه فردی است که نخستین جایزهٔ وکلایو هاول برای خلاقیت در اعتراض را در انجمن آزادی اسلو کسب کردند.